# Atromitos Yeroskipou
Atromitos Yeroskipou es un club de fútbol profesional de Chipre fundado en la ciudad de Geroskipou, en el año 1956. Actualmente juega en la Segunda División de Chipre. 

## Historia
El Atromitos Yeroskipou fue fundado en el año 1956 pero recién en el 2004 pudo jugar en la Cuarta división de Chipre. Ascendió a la Tercera división al año siguiente y a partir de la temporada 2007/08 compitió en la Segunda división. Durante la temporada 2008/09 jugará en la Primera división, logrando así ascender hasta la máxima categoría en tan solo cuatro años.